# Alan Jones
Alan Jones MBE (* 2. listopadu 1946 Melbourne) je bývalý australský pilot Formule 1, mistr světa z roku 1980. Byl prvním jezdcem, který vyhrál šampionát s vozem Williams.